# 다크 사이드 오브 선
《다크 사이드 오브 선》(영어: The Dark Side of the Sun)은 유고슬라비아와 미국에서 제작된 보지다르 니콜리치 감독의 1988년 로맨틱 드라마 영화이다. 브래드 피트, 가이 보이드 등이 출연하였고, 안젤로 아란젤로비치 등이 제작에 참여하였다.
1988년 12월 21일 유고슬라비아에서 개봉하였으며, 미국에서는 1999년 극장 개봉 없이 바로 비디오로 출시되었다.

## 출연진
- 브래드 피트
- 가이 보이드
- 밀레나 드라비치
- 셰릴 폴럭
- 콘스턴틴 니초프
- 소냐 사비치